# Carnival Ecstasy
Carnival Ecstasy è stata una nave da crociera della Carnival Cruise Lines, seconda nave ad essere costruita della classe Fantasy. 

Dopo l'uragano Katrina venne utilizzata per sei mesi come sistemazione temporanea per i senzatetto.

## Porto di armamento
- Port Canaveral, Florida

## Demolizione in Turchia
A inizio 2022 Carnival Crise Lines ha annunciato che la nave sarebbe uscita dalla flotta ad ottobre. Il 15 ottobre, dopo la fine dell'ultima crociera con Carnival Cruise Line a Mobile, la nave ha sbarcato la Rolls Royce che si trovava al suo interno e che è stata in seguito spostata su Carnival Fascination, e il 17 ottobre è salpata alla volta di Miami. È arrivata a Miami il giorno successivo, dove ha sbarcato l’equipaggio e tutti i pezzi di valore. Il 20 ottobre la nave è ripartita alla volta di Aliaga, dove è arrivata il 7 novembre, per essere demolita.

## Navi gemelle
- Carnival Fantasy
- Carnival Sensation
- Carnival Fascination
- Carnival Immagination
- Carnival Inspiration
- Carnival Elation
- Carnival Paradise